# لينيت (إيطاليا)
لينيت ( Lombard  [lajˈnɑː] ) هي بلدية تقع في مدينة ميتروبوليتان بميلانو في منطقة لومباردي الإيطالية ، وتقع على بعد حوالي 15 كيلومتر (9 ميل) شمال غرب ميلانو .

## نبذة
تقع لينيت على حدود البلديات التالية: كارونو بيرتوسيلا و اوريجيو و غاربنات ميلانيز و نيرفيانو و اريس و رو وبوجليانو ميلانيز .
لاينيت هي موطن لفيلا فيسكونتي بوروميو اريس ليتا وهي فيلا مستوحاة من القرن الخامس عشر الميلادي تجذب اليوم العديد من السياح بسبب (nymphaeum )، والمقر الرئيسي لشركة الحلويات بيرفيتي فان ميلي التي تبيع الحلوى والعلكة في جميع أنحاء العالم .
كما أنها تشتهر بقناة فيلوريسي وغاباتها حيث يذهب الناس عادة للمشي / الجري.

## روابط خارجية
- www.comune.lainate.mi.it